# Lotnisko Kufstein-Langkampfen
Lotnisko Kufstein-Langkampfen (Flugplatz Kufstein-Langkampfen) – lotnisko obsługujące Kufstein w Austrii (Tyrol).